# Francis-Marius Messerli
Francis-Marius Messerli, né le 25 juin 1888 à Lausanne où il est mort le 16 mars 1975, est un médecin et sportif vaudois fondateur du Comité olympique suisse en 1912.

## Biographie
Francis Messerli étudie la médecine et occupe de 1917 à 1954 les fonctions de médecin-chef du service d'hygiène de la ville de Lausanne ; parallèlement il enseigne à la faculté de médecine de l'Université de Lausanne.
Sportif accompli, Francis Messerli est encore étudiant en médecine lorsqu'il rencontre Pierre de Coubertin alors que ce dernier visite un gymnase lausannois en 1908. Il fonde le Comité olympique suisse en 1912, et en est le secrétaire jusqu'en 1937. Chef de mission lors de plusieurs Jeux olympiques entre 1920 et 1936, directeur de l'Institut olympique de Lausanne et du Bureau international de pédagogie sportive (1937), il est l'exécuteur testamentaire de Pierre de Coubertin. 
Francis Messerli est l'auteur entre autres d'un livre sur l'histoire de la gymnastique et des sports, de nombreux documents et chroniques annuelles sur la situation de l'olympisme, de plusieurs études relatives à l'histoire de la médecine, à celle de la vie des savants de l'Institut Pasteur de Paris et du médecin vaudois à travers les âges. Son Histoire des sports et de l'olympisme paraît en 1950. En 1956, le médecin édite un recueil de poèmes A la gloire de l'olympisme et du sport. 
Malgré ses responsabilités professionnelles, jamais il ne cesse de s'occuper de sport et d'olympisme. Il est historiographe du Comité international olympique (CIO) en 1946.
Après son décès en 1975 sa fille, Francine Tanner-Messerli, et son fils, Paul Albert Messerli, remettent une partie des archives de leur père au Musée olympique, lesquelles sont réunies et accessibles sous le nom de Collection Messerli en décembre 1986.

## Publications
- Mensurations corporelles: observations des variations de la résistance individuelle Geneux & Amstutz, 1916 ;
- Héliothérapie et pigmentation en collaboration avec Lucien Jeanneret, Georg, 1917 ;
- La fonction abdominale Orell Füssli, 1917 ;
- Le lancement de la grenade: Guide pratique d'entrainement destiné aux militaires et sportifs Haeschel-Dufey, 1918 ;
- Le baron Pierre de Coubertin, rénovateur des Jeux Olympiques, président d'honneur de ces Jeux, fondateur et directeur du Bureau international de pédagogie sportive, 1937 ;
- Le contrôle morphologique des athlètes, 1940 ;
- Histoire des sports et de l'olympisme, institut olympique Pierre de Coubertin, 1950 ;
- Fièvres typhoïde et paratyphoïde à Lausanne, 1952 ;
- À la gloire de l'olympisme et du sport en collaboration avec Jean de Luxembourg, institut olympique Pierre de Coubertin, 1956 ;
- Anciens médecins vaudois élèves de l'Université de Montpellier, 1956.

## Reconnaissance
Le docteur Francis-Marius Messerli est vice-président de l'Union générale des Rhodaniens et officier de la Légion d'honneur.

## Sources
- « Francis-Marius Messerli », sur la base de données des personnalités vaudoises sur la plateforme « Patrinum » de la Bibliothèque cantonale et universitaire de Lausanne. ;
- « Francis-Marius Messerli » dans le Dictionnaire historique de la Suisse en ligne. ;
- « Olympisme » dans le Dictionnaire historique de la Suisse en ligne. ;
- Docteur Francis-Marius Messerli : vice-président de l'Union Générale de Rhodaniens, Lausanne, 1958 (L'or du Rhône 1958, 1) 21 p. ;
- http://www.la84foundation.org/OlympicInformationCenter/RevueOlympique/1997/orfXXVI16/orfXXVI16p.pdf.